# Eberhard Knobloch
Pour les articles homonymes, voir Knobloch.
Eberhard Knobloch (né le 6 novembre 1943 à Görlitz) est un mathématicien et historien des sciences allemand.

## Formation et carrière
Knobloch a étudié la philologie classique et les mathématiques à l'université libre de Berlin et à l'université technique de Berlin (TU Berlin) de 1962 à 1967. Il a passé l'examen d'État de professeur de lycée et a commencé en tant que professeur de lycée au Goethe-Gymnasium (Berlin-Wilmersdorf), avant de retourner à la TU Berlin en 1970 en tant qu'assistant de recherche dans le domaine de l'histoire des sciences, où il a travaillé avec Christoph Scriba en 1972 a obtenu son doctorat avec une thèse sur la combinatoire de Leibniz.
À partir de 1973, il est professeur de mathématiques à la Haute école pédagogique de Berlin. En 1976, il obtient son habilitation à Berlin et il est chercheur invité à Oxford, Londres et Édimbourg. En 1981, il est devenu professeur d'histoire des sciences à la TU Berlin (depuis 2002 professeur d'académie); il prend sa retraite en 2009. En 1984, il était professeur invité à l'Académie russe des sciences de Saint-Pétersbourg. Il est professeur invité à l'Université du nord-ouest de la Chine depuis 1999. Il a également été professeur invité à l'École Normale Supérieure de Paris.
Travaux Knobloch a traité, entre autres, de la technologie de la Renaissance (comme celle de l'ingénieur militaire Mariano di Jacopo), des cahiers de Leonhard Euler et de scientifiques jésuites comme Christophorus Clavius.
Il a également été impliqué dans la nouvelle interprétation et le décodage des emplacements géographiques dans la Géographie de Ptolémée par le géodésiste berlinois Dieter Lelgemann (de).
Le déterminant introduit dans le cas de la taille 2 par Cardan en 1545 dans son Ars Magna, sous forme d'une règle pour la résolution de systèmes de deux équations à deux inconnues. En 1678, Leibniz s'intéresse à un système de trois équations et trois inconnues et donne, sur cet exemple, la formule de développement suivant une colonne. La même année, il écrit un déterminant de taille 4, correct aux signes près. Plus généralement il a étudié les diverses sources de l'étude théorique des déterminants.

## En tant qu'éditeur
Depuis 1976, Knobloch est le directeur des parties mathématiques de l'édition académique des travaux de Gottfried Wilhelm Leibniz (et plus tard aussi des parties technico-scientifiques). En plus de l'édition Leibniz, il a également supervisé l'édition Tschirnhaus de l'Académie des sciences saxonne et a participé à l'édition Kepler. Il a également dirigé le Centre de recherche Alexander von Humboldt de l'Académie des sciences de Berlin-Brandebourg. Dans cette fonction, Knobloch a promu la publication de nombreuses correspondances de Humboldt.

## Prix et distinctions

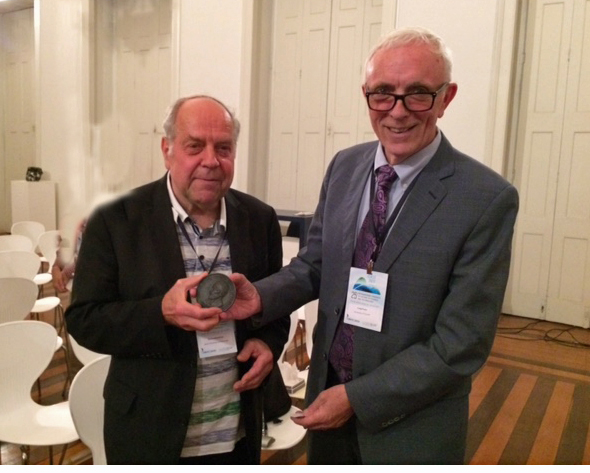
Craig Fraser (à droite) présentant la médaille Kenneth O. May à Eberhard Knobloch (à gauche) lors du 25e Congrès International d'Histoire des Sciences et des Technologies à Rio de Janeiro en 2017.

Knobloch est membre de l'Académie internationale d'histoire des sciences (membre correspondant depuis 1984, membre depuis 1988, de 2001 à 2005 son vice-président puis son président), depuis 1996 membre de l'Académie allemande des sciences Leopoldina, membre correspondant de l'Académie saxonne des sciences, membre de l'Académie européenne des sciences et des arts et depuis 1997 de l'Académie des sciences de Berlin-Brandebourg. De 2001 à 2005, il a été président du Comité national allemand pour l'histoire des sciences. En 2006, il est devenu président de la Société européenne d'histoire des sciences.
En 2014, il a reçu la médaille Blaise Pascal de l'Académie européenne des sciences et en 2017, il a reçu le prix Kenneth O. May de la History of Science Society.
De 1985 à 1994, il est rédacteur en chef de la revue Historia Mathematica et de 1993 à 1997 il est président de la Commission internationale d'histoire des mathématiques.

## Publications
- Die mathematischen Studien von G. W. Leibniz zur Kombinatorik. Studia Leibnitiana Supplementa, volume 11, 1973, à volume 16, 1976.
- Der Beginn der Determinantentheorie. Leibniz nachgelassene Studien zum Determinantenkalkül. Hildesheim 1980, Arbour Scientiarum B, Volume 2.
- L'art de la guerre : Machines et stratagèmes de Taccola, ingénieur de la Renaissance (Trad. de l'allemand par Antoine Guémy), Paris: Gallimard coll. Découvertes Gallimard Albums, 1992  (ISBN 2070566633).
- avec Menso Folkerts, Karin Reich : Mass, Zahl und Gewicht: Mathematik als Schlüssel zu Weltverständnis und Weltbeherrschung, deuxième édition Wiesbaden 2001 ; Exposition au manège militaire du 15 juillet au 24 septembre 1989, Herzog August Bibliothek Wolfenbüttel, VCH 1989[7]..
- Eberhard Knobloch, The shoulders on which We stand/Wegbereiter der Wissenschaft, Springer, 2003 (ISBN 3-540-20557-8).
- (en) Eberhard Knobloch et David E. Rowe, The History of Modern Mathematics, vol. 3, Boston, Academic Press, 1994.
- Eberhard Knobloch, « Sur la vie et l'œuvre de Christophore Clavius (1538-1612) », dans Revue d'histoire des sciences, vol. 41, no 3, 1988, p. 331–356 [lire en ligne (page consultée le 20 septembre 2010)]
- Andreas Kleineberg, Christian Marx, Eberhard Knobloch et Dieter Lelgemann, Germania und die Insel Thule. Die Entschlüsselung von Ptolemaios’ „Atlas der Oikumene“, Darmstadt, Wissenschaftl. Buchgesellschaft, 2011 (ISBN 978-3-534-23757-9).
- (en) Eberhard Knobloch, « Determinants », in I. Grattan-Guinness (ed.), Companion Encyclopedia of the History and Philosophy of the Mathematical Sciences, Londres, 1994  (ISBN 978-0-415-03785-3), p. 766-774.
- (en) Alexander von Humboldt, Eberhard Knobloch, Ingo Schwarz et Christian Suckow, Briefe aus Russland 1829, Berlin, Akademie Verlag, 2009, 329 p. (ISBN 978-3-05-004596-2, lire en ligne).
- Eberhard Knobloch, Hikosaburo Komatsu, Dun Liu (éd.): « Seki, Founder of Modern Mathematics in Japan: A Commemoration on his Tercentenary », Springer 2013.
- Œuvres complètes de Johannes Kepler Vol. 21-1, Manuscripta astronomica III ; hrsg. Volker Bialas, Friederike Boockmann, Eberhard Knobloch [et alii]. München : C.H. Beck, 2002. 651 S.  (ISBN 3-406-47427-6).
- Joseph Dauben; Menso Folkerts, Eberhard Knobloch, et Hans Wussing (Eds.): « History of Mathematics: States of the Art ». San Diego: Academic Press 1996.

### De Leibniz
- (la) Leibniz (trad. du latin par Marc Parmentier, Eberhard Knobloch), Quadrature arithmétique du cercle, de l’ellipse et de l’hyperbole et la trigonométrie sans tables trigonométriques qui en est le corollaire, Paris, Vrin, 2004, 369 p. (ISBN 2-7116-1635-5, lire en ligne).
- Gottfried Wilhelm Leibniz, Hauptschriften zur Versicherungs- und Finanzmathematik. éd. par Eberhard Knobloch et J.-Matthias Graf von der Schulenburg, avec comment. de Eberhard Knobloch, Ivo Schneider, Edgar Neuburger, Walter Karten et Klaus Luig (Berlin : Akademie Verlag, 2000)[8].
- Gottfried Wilhelm Leibniz, Ein Dialog zur Einführung in die Arithmetik und Algebra nach der Originalhandschrift herausgegeben, traduit et commenté par Eberhard Knobloch[9].